# Batoh

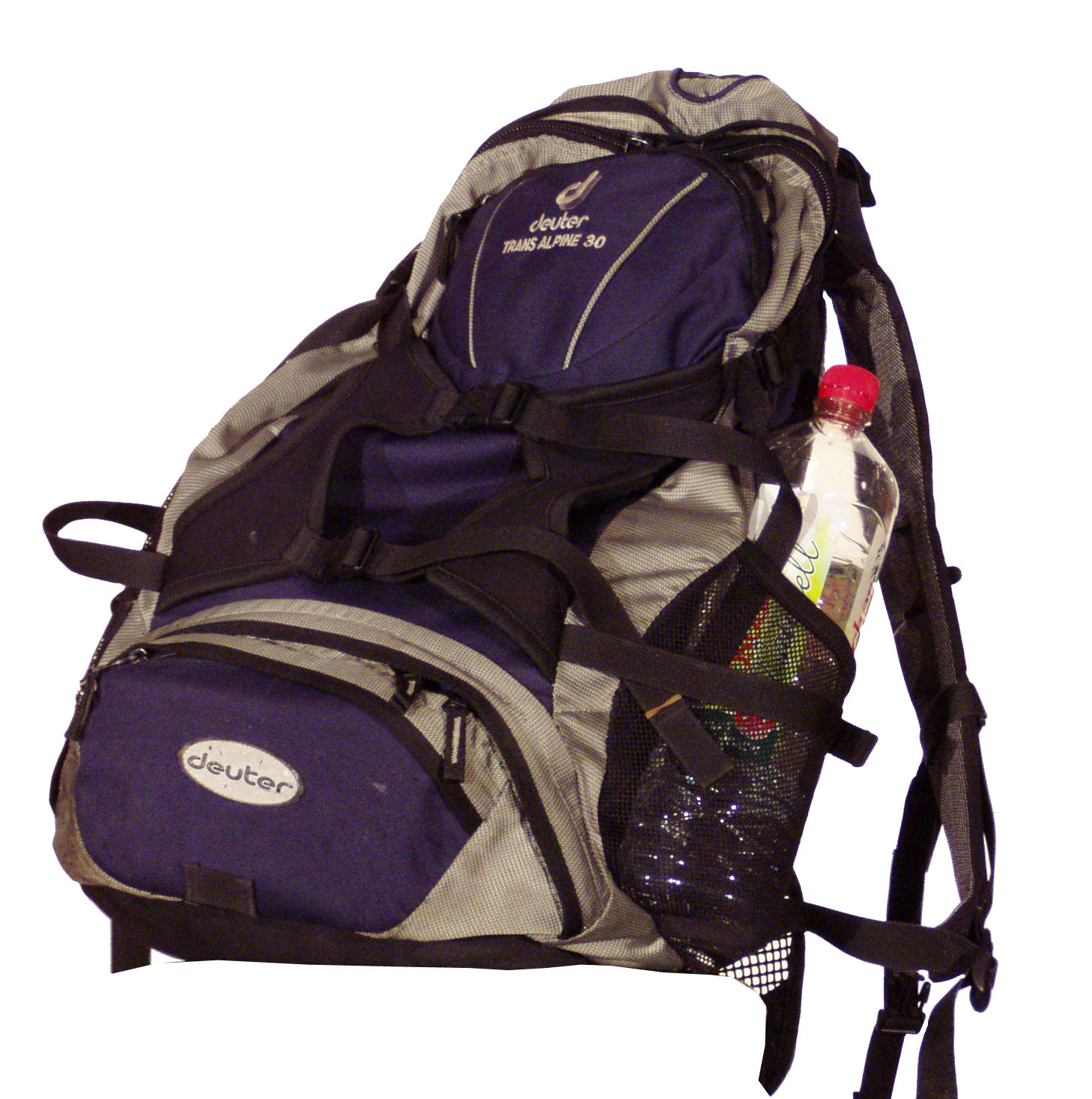
Batoh s několika kapsami

Batoh (hovorově také ruksak (z něm. Rucksack) nebo baťoh, expresivně bágl) je vak nošený na zádech, opatřený dvěma popruhy. Původně jako zavazadlo určené k pobytu v přírodě se od 70. let 20. století stává součástí výbavy také ve městě. V batohu se nosí nejrůznější věci, jako třeba svačina, kapesníky či učebnice. Batoh se používá i jako školní brašna. Obvykle je vybaven kapsami.

## Druhy batohů

### Dětský batoh
Dětský batoh je malý batoh s objemem od 6 l. Kvalitní dětský batoh je konstruován s ohledem na specifika dětské anatomie, která je v mnoha ohledech zcela odlišná od té dospělého člověka. Nesprávně zvolený batoh i jeho nesprávné nošení trvale poškozují dětská záda a páteř. Doporučená hmotnost batohu nošeného dětmi je dle dlouhodobých průzkumů 10–15 % hmotnosti dítěte. Ideálně má batoh anatomicky tvarované ramenní popruhy, vyztužený zádový panel, bederní a hrudní pás a jeho konec by měl spadat pod bederní část zad. 

### Městský batoh
Je menší batoh s objemem 15–30 l. Konstrukce má středně tuhé výztuhy z pěnových materiálů (školní batohy) nebo většinou konstrukci nemá. V obou případech se nepoužívá pro větší náklad. Batoh je určen pro městské nošení nebo na krátké jednodenní výlety. Obsahuje jednotlivé kapsy na dokumenty, psací potřeby aj. drobnosti. Oblíbený je mezi teenagery jako alternativa školní aktovky.

### Turistický batoh
Je batoh na delší výlety s objemem 40–60 l. Batoh (krosna) má vnitřní konstrukci s jednou nebo dvěma komorami a je určen pro větší náklad na několika denní výlety. Konstrukce batohu je pevná s dobrým rozložením hmotnosti nákladu. Zádový systém je vyroben ze síťoviny pro lepší odvod vlhkosti. Kromě vnitřních komor má batoh kapsy po stranách, nastavitelné bederní a hrudní pásy, kompresní popruhy. Mnoho cestovních modelů s větší kapacitou má i pláštěnky, které poskytují dodatečnou ochranu proti vlhkosti. Umožňují také ochranu před deštěm pro vybavení připevněné k batohu zvenku.

### Expediční batoh
Je vícekomorový batoh s objemem 60–90 l. Pevná konstrukce snadno vydrží velkou zátěž. Lze individuálně nastavit bederní pás a vytvarovat nosné popruhy. Vnitřní prostor má obvykle dvě části s nastavitelným víkem se dvěma kapsami (může být doplněn kapsou s hydratačním systémem). Batoh disponuje několika postranními kapsami a lze navíc připojit několik přídavných kapes.

### Lezecký a speciální batoh
1–2komorový batoh s objemem 30–50 l splňující všechna kritéria používání v nejnáročnějším terénu. Vhodný pro výlety po horách, horolezectví aj. náročné túry. Batoh má pevný zádový systém, nastavitelné víko, ramenní a kompresní popruhy, vnější přídavné popruhy na upínání materiálu a vybavení. Velmi praktický je boční přístup do batohu.

### Ultralehký batoh
Je obvykle jednokomorový batoh s libovolným objemem, který se vyznačuje nízkou hmotností, pro kterou jej často využívají zkušení turisté s velmi lehkou a odladěnou výbavou (tzv. na lehko) mimo jiné na dálkové přechody. Batohy se vyznačují minimalistickým designem, malým počtem kapes, popruhů apod., které by celkovou hmotnost batohu zvyšovaly. Při objemu nad 40 litrů se za ultralehký obvykle považuje batoh s hmotností pod 1 kg. Konstrukčně se ultralehké batohy dělí na rámové a bezrámové. Rámové mají obecně větší nosnost, ale za cenu vyšší hmotnosti. Bezrámové jsou lehčí, za to je třeba být při jejich balení pečlivý, jelikož batoh zaujme tvar vybavení uvnitř něj. Mnoho UL batohů má uzavírání víka často řešené rolovacím uzavíráním, které šetří hmotnost.

## Legislativa (normy)
- ČSN 79 2641 Brašnářské usně. Brašnářské chromité usně z teletin
- ČSN 79 6000 Brašnářské výrobky. Aktovky, kabelky, kabely, kufry a jiné výrobky.
- ČSN 79 6505 Brašnářské výrobky. Aktovky.
- ČSN 79 6506 Brašnářské výrobky. Školní aktovky
- ČSN 79 6595 Brašnářské výrobky a kufry. Kufry

### Související článek
- Kufr
- Nůše
- Ranec, raneček
- Torna
- Raketový batoh
- Lavinový batoh
- Záchranářský batoh
- Ledvinka
- Aktovka
- Taška